# Chó Bull lục địa
Chó Bull lục địa (tiếng Anh: Continental Bulldog) là một giống chó từ Thụy Sĩ. Giống chó chó bull này không được công nhận bởi Fédération Cynologique Internationale, mặc dù thủ tục được FCI công nhận bắt đầu vào ngày 24 tháng 1 năm 2011. Loài này đã được chính thức công nhận bởi câu lạc bộ Chăm sóc Chó Thụy Sĩ SKG kể từ ngày 5 tháng 12 năm 2004.

## Ngoại hình
Giống chó Bull lục địa là một giống chó bull có một bộ lông mượt, thân hình vuông vức, có kích thước trung bình với thân hình vạm vỡ. Mặc dù có một cơ thể nhỏ gọn, Chó Bull lục địa cơ động và luôn duy trì sức mạnh; việc hô hấp của giống chó này ngay cả khi ở tốc độ tối đa cũng không phát ra tiếng quá ồn. Trọng lượng của giống chó này tùy thuộc vào chiều cao, nằm trong khoảng từ 20 đến 30 kg. Cái đầu của Chó Bull lục địa nhỏ hơn của giống chó Bull Anh. Trán nó phẳng và hơi cong, nếp nhăn có xuất hiện nhưng không quá khác biệt. Ngắn và kiên cố nhưng không đủ ngắn để tạo ra cảm giác đầu nằm thẳng trên vai. Đường cong ở cổ khá cong. Các bước di chuyển bình thường và dễ dàng với sự phát triển tốt của các chân trước, lực đẩy rộng của chân sau. Bộ lông mịn, ngắn, có hoặc không có lớp lông tơ. Tất cả các màu sắc được đi kèm với một mũi màu tối được chấp thuận. Một màu, vện hoặc kết hợp với màu trắng, có hoặc không có mặt các mảng lông đen trên mặt.